# アン・ドナヒュー
アン・ドナヒュー（Ann M. Donahue、1955年 - ）は、アメリカ合衆国の脚本家。
1994年に手がけた「ピケット・フェンス」では、他の脚本家らと共にエミー賞を受賞している。
2000年より「CSI:科学捜査班」の脚本家としてアンソニー・E・ズイカーやキャロル・メンデルソーンらと共に名を知られるようになる。同作のスピンオフ「CSI:マイアミ」「CSI:NY」でも脚本を務めている。

## 脚本を手がけた作品
- China Beach
- 21ジャンプストリート
- ピケット・フェンス
- Murder One
- ビバリーヒルズ高校白書
- CSI:科学捜査班
  - シーズン1 (3,7,10,13,14,19,23)
  - シーズン2 (4,6,11,13,15,22)
  - シーズン3 (1,4,8,11,15)
- CSI:マイアミ
  - シーズン2 (1,8,23)
  - シーズン3 (1,15,23,24)
  - シーズン4 (1,7,24)
  - シーズン5 (3,24)
- CSI:ニューヨーク
  - シーズン2 (7)